# Probace
Probace (z lat. probatio – zkoušení, ověřování) v trestním právu označuje dohled nad obviněným, obžalovaným nebo odsouzeným, kontrola výkonu těch alternativních trestů, ve kterých byly uloženy nějaké povinnosti nebo omezení, dále sledování chování odsouzeného ve zkušební době podmíněného propuštění z výkonu trestu odnětí svobody, jakož i individuální pomoc obviněnému a působení na něj ve smyslu vedení řádného života. Jde o jeden z projevů konceptu tzv. restorativní justice a v České republice ji vykonává Probační a mediační služba. Probací se také rozumí kontrola výkonu trestů nespojených s odnětím svobody, pozitivní motivování odsouzeného, aby vyhověl soudem nebo státním zástupcem uloženým podmínkám a aby tím došlo k obnově narušených právních i společenských vztahů.
Probace je v českém právním řádu upravena zákonem č. 257/2000 Sb., o Probační a mediační službě.

## Cílová skupina
Cílovou skupinou jsou osoby, které se dostaly do konfliktu se zákonem, jedná se o pachatele trestných činů (provinění). Probační a mediační služba (PMS) pracuje s dospělými pachateli trestných činů, s mladistvými pachateli provinění (15-18 let) i s dětmi mladšími 15 let, které se dopustily činu, který se u trestněprávně odpovědných osob pokládá za trestný.
Ve své činnosti PMS věnuje zvláštní pozornost dětem mladším 15 let a mladistvým, protože je důležité, aby mladí lidé, kteří překročili zákon, co nejdříve pochopili, že udělali chybu a mohli ji napravit.

## Možnosti uložení probace
Probace může být uložena:
- při nahrazení vazby dle § 73 trestního řádu,
- při podmíněném upuštění od potrestání dle § 48 trestního zákoníku,
- při podmíněném odsouzení k trestu odnětí svobody dle § 83 trestního zákoníku,
- při podmíněném propuštění z výkonu trestu odnětí svobody dle § 88 trestního zákoníku,
- v rámci trestu obecně prospěšných prací dle § 62 a násl. trestního zákoníku,
- v rámci trestu domácího vězení dle § 60 trestního zákoníku,
- při propuštění z ochranného léčení dle ust. § 353 trestního řádu,
- při uložení výchovného opatření a výchovné povinnosti mladistvému nebo dítěti dle §15 a násl. zákona č. 218/2003 Sb., o soudnictví ve věcech mládeže.[4]

## Výkon probace
Probace má zajistit efektivní výkon alternativních trestů a opatření spojených s uložením dohledu. Konkrétně pak probace zahrnuje vytvoření probačního programu v rámci dohledu, rovněž spolupráci s poskytovateli probačních resocializačních a jiných programů a také zpracování zpráv o průběhu dohledu (pravidelně jednou za šest měsíců, nestanoví-li soudce nebo státní zástupce jinak). Zpráva vedle základních informací o aktuální životní situaci klienta obsahuje úředníkovo (pracovník Probační a mediační služby) zhodnocení průběhu spolupráce s klientem a jeho návrhy na další průběh dohledu včetně návrhu na opatření v případě, kdy klient neplní podmínky dohledu.
Probační a mediační služba nejen kontroluje dodržování uložených omezení a povinností (zákaz her na hracích automatech, povinnost podstoupit léčbu na nějaké závislosti apod.) a vedení řádného života svého klienta, ale poskytuje mu např. také kontakty na organizace, které mu mohou pomoci, a celkově ho motivuje k řešení životních situací legální cestou.
Samotný dohled probíhá ve formě osobních konzultací mezi klientem a pracovníkem Probační a mediační služby, které mohou probíhat jak na střediscích této služby, tak u klienta doma, a to i bez předchozího ohlášení. Při této práci úředník používá jak prostředky pomoci, tak kontroly. Při prvních konzultacích úředník s klientem zpracovává konkrétní, na kroky členěný plán dohledu, který odráží délku zkušební doby, uložené povinnosti a omezení, která stanovil ve svém rozhodnutí soud (státní zástupce), a upravuje konkrétní formou další podmínky výkonu dohledu – např. interval konzultací, průběžné sledování plnění podmínek dohledu, spolupráci klienta s dalšími osobami a subjekty. Při projednávání podmínek výkonu dohledu je klient seznámen s následky případného neplnění probačního programu. Klient má přitom povinnost plnit probační plán dohledu, spolupracovat s probačním úředníkem a informovat ho o svém pobytu i zaměstnání. Neplnění těchto povinností vede k tomu, že probace je neúspěšná, ztrácí svůj smysl a nastupuje pak obnovení trestního řízení nebo přímo výkon trestu.

### Výhoda výkonu probace
Chování odsouzeného v průběhu zkušební doby podmíněného odsouzení a plnění podmínek dohledu může výrazným způsobem ovlivnit další vývoj věci, neboť chová-li se odsouzený řádně, zejména pokud nepáchá trestnou činnost a plní podmínky dohledu, rozhodne soud do jednoho roku od skončení zkušební doby podmíněného odsouzení, že se osvědčil, načež se na něho hledí, jako by nebyl odsouzen, neboť dané odsouzení již není vykazováno ve výpisu z evidence Rejstříku trestů.

## Výkon probace u mladistvých
Během práce s mladistvým je probační úředník rovněž v kontaktu s jeho rodinou, školou, kurátorem pro mládež nebo s dalšími zařízeními, kam klient dochází. Cílem je vždy klientovi pomoci řešit problémy bez dalšího konfliktu se zákonem. Proto probační úředník všechny kroky, které v průběhu kontroly činí, vždy předem domlouvá s klientem, případně s jeho zákonnými zástupci.

### Výchovná opatření
Zákon č. 218/2003 Sb., o soudnictví ve věcech mládeže, přináší několik výchovných opatření (probační programy, dohled, výchovné povinnosti, výchovná omezení a napomenutí s výstrahou), která je možné mladistvému uložit. Mladistvý má možnost ještě před rozhodnutím soudu v rámci přípravného řízení některá z těchto opatření dobrovolně vykonat a dát tak najevo svou ochotu k nápravě a odčinění újmy, kterou způsobil. PMS jej seznámí s obsahem těchto výchovných opatření a případně doporučí ze svého pohledu to nejvhodnější (pouze v případě, že klient má o toto doporučení zájem). Jestliže se klient rozhodne, že výchovné opatření dobrovolně vykoná, PMS o této skutečnosti vyrozumí státního zástupce a následně zprostředkuje kontakt mezi klientem a zástupcem instituce, ve které bude opatření vykonávat.

#### Probační programy
„Probačním programem se rozumí zejména program sociálního výcviku, psychologického poradenství, terapeutický program, program zahrnující obecně prospěšnou činnost, vzdělávací, doškolovací, rekvalifikační nebo jiný vhodný program k rozvíjení sociálních dovedností a osobnosti mladistvého, a to s různým režimem omezení v běžném způsobu života, který směřuje k tomu, aby se mladistvý vyhnul chování, které by bylo v rozporu se zákonem, a k podpoře jeho vhodného sociálního zázemí a k urovnání vztahů mezi ním a poškozeným.“
Probační program realizuje zařízení, které má k tomuto účelu udělenou akreditaci Ministerstva spravedlnosti České republiky. Formou individuální nebo skupinové práce s klientem usiluje o to, aby klient pochopil, kde udělal chybu, a příště se jí vyvaroval. V probačním programu se klienti učí poznávat a pochopit sami sebe v různých situacích (konfliktních, rizikových apod.) nebo se učí různé důležité sociální dovednosti.
Jelikož probační programy řeší a snaží se odstranit příčiny, které mladistvého přivedly do konfliktu se společností, je vykonání vhodného probačního programu jedním z kritérií, na základě kterých soud nebo státní zástupce může upustit od trestního stíhání, jedná-li se o méně závažná provinění. Vykonání probačního programu je také v zákoně uvedeno jako polehčující okolnost při ukládání trestního opatření.
Obecně probační programy vycházejí z principů restorativní justice, především tím, že usilují o uplatnění individuálního přístupu k mladistvým pachatelům. Pohlížejí na problematiku provinění mladistvých komplexně, tedy nejen jako na situaci, kdy byl porušen zákon a musí následovat přiměřený trest, ale také jako na sociální událost, která manifestuje potřebu mladistvého pachatele v oblasti sociálních dovedností, tak aby nedocházelo k recidivě a byla tak chráněna také společnost jako taková. Z tohoto pohledu lze probační programy řadit do oblasti sekundární a terciární prevence.

#### Probační dohled
Dohled může být uložen mladistvému jako jedno z výchovných opatření nebo v rámci trestního opatření jako součást podmíněného odsouzení a podmíněného propuštění z výkonu odnětí svobody. Dohled může rovněž nahradit vazbu mladistvého a může být též uložen na dobu před nástupem mladistvého do ochranné výchovy.
Zejména při výkonu dohledu u mladistvých je nutná součinnost s policií, se státními zástupci, se soudy pro mládež i s pracovníky oddělení sociálně-právní ochrany dětí, s poskytovateli probačních programů apod.

#### Výchovná omezení a výchovné povinnosti
V rámci výchovných omezení a výchovných povinností je možné mladistvému například uložit povinnost nahradit škodu, soustavně se připravovat na povolání, podrobit se psychologickému nebo jinému terapeutickému programu, případně nezúčastňovat se fotbalových utkání, nezneužívat návykové látky apod.
Uložená přiměřená omezení a povinnosti mají za cíl posílit výchovný vliv uložené sankce na mladistvého odsouzeného a tohoto přimět k uvědomění si následků vlastní trestní odpovědnosti za své protiprávní jednání a ze svých chyb odvodit patřičné následky, včetně vlastního ponaučení.

## Výkon probace u dětí mladších 15 let
Zákon o soudnictví ve věcech mládeže přinesl změnu pro děti, které se dopustily protiprávního jednání ještě před 15. rokem věku. Současná praxe je taková, že Policie České republiky věc vyšetří a podle zákona odloží. To však neznamená, že tím je vše skončeno. Po odložení věci státní zástupce podává soudu návrh na uložení opatření a soud následně rozhoduje za účasti nezletilého a jeho rodičů. Jednání soudu probíhá podobně jako v případě mladistvých. Je možné, aby soud uložil např. dohled probačního úředníka, program ve středisku výchovné péče nebo ochrannou výchovu.